# スピード (森口博子の曲)
「スピード」は、森口博子の12枚目シングル。1992年9月24日に、キングレコードから発売された。

## 概要
前作「夢がMORI MORI」から4ヶ月ぶりのシングルで、プリンセス プリンセスの奥居香（現・岸谷香）によるプロデュースシングルとして発売された。
「スピード」は、フジテレビ系『夢がMORI MORI』SUPER KICK BASE テーマ曲として起用され、第43回NHK紅白歌合戦でも披露された。
カップリング曲の「窓打つ雨」は、岸谷香が2015年にリリースされたシングル『DREAM』のカップリング曲でセルフカバーし、2017年にリリースされたアルバム『Dialogue〜涙の理由〜』の通常盤にスタジオライヴバージョンが収録されている。

## 収録曲
| 全作曲: 奥居香、全編曲: 奥居香／樫原伸彦, THE MORI MORI BAND（#4のみ）。 |                                                     |          |            |
| #                                                                        | タイトル                                            | 作詞     | 作曲・編曲 |
| 1.                                                                       | 「スピード」                                        | 西脇唯   | 奥居香     |
| 2.                                                                       | 「窓打つ雨」                                        | 小西康陽 | 奥居香     |
| 3.                                                                       | 「スピード」(オリジナル・カラオケ)                  |          | 奥居香     |
| 4.                                                                       | 「スピード (マーチ・バージョン)」(ボーナストラック) |          | 奥居香     |